# 西村源二郎
西村 源二郎（にしむら げんじろう、1900年5月25日 - 1983年4月23日）は日本の実業家。シーリージャパンの創業者。諱は光源（こうげん）。

## 経歴
1900年（明治33年）北海道樺戸郡新十津川町にて、西村源蔵の2男4女の次男として生まれる。
九歳の時、両親を失い、函館市在住の叔父、河村織右エ門（八代目）に預けられる。少年時代は河村家の四人の子供と一緒に養育された。長じて、九代目河村織右エ門を支えて、（資）河村ふとん（後のコドモわた（株））の総支配人を務め、道内最大手の寝具メーカーの地位を築いた。
早稲田大学専門部政経科卒。1936年（昭和11年）（資）河村ふとんから独立、ミシン業に転進、函館市五稜郭町にて日本ミシン（株）を設立。ブラザーミシンの安井正義社長の信頼を得て、北海道地区の販売権を獲得。
終戦後、（株）ファインホームを設立して、家電製品、寝具・ベッドなどの販売も開始。予約積立販売（前払式割賦販売）を駆使して更に急成長、全国に100を超える営業所、3,000人を超える社員を擁する企業に成長。　その間、建築会社、不動産開発会社、海外貿易商社、金融会社なども設立して一大コンツェルンを形成。1963年（昭和38年）八天工業（株）を設立して、青年時代に培った寝具・ベッドの製造に再度進出。すずらんブランドでベッド製造販売を開始。
1985年、世界最大のベッドメーカー、シーリー社のライセンス生産開始。後のシーリージャパンの基礎を築いた。

## 家族
妻とよは男爵奈良義路の姪。
三男西村康之は（株）スリープセレクト会長。

## その他
人間関係学を目指して「太洋学会」を創設し、「太洋指針」を行動指針として、社員教育に力を注いだ。
また、全社員株主の「新生資本主義」を標榜してストックオプションを拡充して資本充実を図り、全国に支店網を拡大、成長を続けた。

## 褒章
紺綬褒章